# Vanant
Vanant[pronunciación requerida] es el nombre en avéstico de una divinidad menor del Zoroastrismo. El nombre significa literalmente "conquistador", pero en la tradición zoroastriana Vanant es la hipóstasis de la "estrella del oeste", identificada diversamente con Altair, Fomalhaut, Vega, Sargas o Kappa Scorpii/Girtab.
Vanant puede tener su origen en el sumero-acadio Vanand, quizás incorporado al panteón zoroastriano como consecuencia de las estrechas relaciones entre Irán y Babilonia durante la era aqueménida tardía.
Vanant no tiene dedicación calendárica (ver calendario zoroastriano), pero se invoca junto con las otras divinidades astrales en el segundo y tercer día del mes. De entre los himnos que invocan a las divinidades, Yasht 21 está dedicado a Vanant. La divinidad también se invoca en el himno dedicado a Tishtrya, otra estrella yazata para quien Vanant es un compañero constante.
En la tradición zoroastriana, se considera que Vanant es un guardián de la bondad. Se cree que la invocación del Vanant Yasht es un potente remedio para combatir el mal.